# Pentti Malaska
Pentti Ensio Malaska, född 11 april 1934 i Kexholm, död 15 mars 2012 i Helsingfors, var en finländsk framtidsforskare.
Malaska blev teknologie doktor 1965. Han var bland annat forskare vid Finlands Akademi 1964–1966 innan han utsågs till professor i ekonomi, matematik och statistik vid Åbo handelshögskola sistnämnda år, en tjänst som han innehade till 1997. Han var vidare prorektor vid Åbo finska handelshögskola 1971–1974.
Malaska gjorde en insats inom framtidsforskningen i Finland, bland annat som direktör för Finlands framtidsforskningsinstitut och Finlands framtidsakademi vid Åbo handelshögskola 1993–1997, som stiftande medlem och ordförande för Finlands framtidsforskningssällskap 1980–1990, generalsekreterare för World Futures Studies Federation 1990–1993, (dess president 1993–1997) och som styrelsemedlem i Finlands framtidsakademi 1997–2008. Han publicerade egna och jämte andra skribenter flera arbeten inom framtidsforskningen, bland annat med hustrun, ekon. dr. Karin Holstius, som han var gift med sedan 1987.

### Uppslagsverk
- Malaska, Pentti i Uppslagsverket Finland (webbupplaga, 2012). CC-BY-SA 4.0